# 류이치 사카모토: 오퍼스
류이치 사카모토: 오퍼스(일본어: 坂本龍一:オーパス, Ryuichi Sakamoto | Opus)는 일본에서 제작된 소라 네오 감독의 2023년 다큐멘터리, 공연 영화이다.

## 출연
- 사카모토 류이치

## 기타
- 수입사:  미디어캐슬